# Jaimie Branch
Pour les articles homonymes, voir Branch.
Jaimie Breezy Branch, née le 17 juin 1983 et morte le 22 août 2022,,,, est une trompettiste et compositrice de jazz américaine.

## Biographie
Jaimie Branch est née à Huntington, New York, le 17 juin 1983. Elle a commencé à jouer de la trompette à neuf ans. À 14 ans, elle s'installe à Wilmette, une banlieue de Chicago. Elle a fréquenté le New England Conservatory of Music.
Après avoir obtenu son diplôme, Branch est retournée à Chicago, travaillant comme musicienne, organisatrice et ingénieure du son sur la scène musicale locale, notamment avec Jason Ajemian (sur The Art of Dying, 2006), Keefe Jackson's Project Project (sur Just Like This, 2007), le New Fracture Quartet de Tim Daisy (sur 1000 Lights, 2008), Anton Hatwich et Ken Vandermark. Elle s'est produite à Chicago et à New York avec son trio Princess, Princess, avec le bassiste Toby Summerfield et le batteur Frank Rosaly, en trio avec Tim Daisy et Daniel Levin, Matt Schneider, et Jason Adasiewicz, et avec Chris Velkommen et Sam Weinberg. Avec Jason Stein, Jeb Bishop et Jason Roebke, elle a fondé le groupe Block and Tackle.[réf. nécessaire] Elle a joué sur cinq albums entre 2006 et 2008.
En 2012, Branch a déménagé à Baltimore où elle a travaillé pour obtenir une maîtrise en interprétation jazz de l'Université de Towson. À cette époque, elle fonde également le label Pionic Records, qui publie la musique de son groupe Bomb Shelter. Après deux ans, elle a abandonné Towson et six mois plus tard, elle a déménagé à New York pour se faire soigner pour sa dépendance à l'héroïne.
Au printemps 2015, Branch a déménagé à Brooklyn où elle a commencé à travailler avec Fred Lonberg-Holm, Mike Pride, Luke Stewart, Jason Nazary, Tcheser Holmes et bien d'autres. De plus, elle a joué sur des albums avec les groupes de rock indépendant Never Enough Hope, Local H et Atlas Moth. À partir de 2016, elle travaille en quartet avec Chad Taylor (batterie), Jason Ajemian (basse) et Tomeka Reid (violoncelle), ainsi qu'avec Mike Pride, Shayna Dulberger et Weasel Walter, et avec Yoni Kretzmer et Tobey Cederberg. En 2017, elle sort son premier album solo, Fly or Die, avec Tomeka Reid, Jason Ajemian, Chad Taylor, Matt Schneider (guitare), Ben LaMar Gay et Josh Berman (cornet). Fly or Die a été choisi comme l'un des 50 meilleurs albums de NPR Music en 2017.
Branch a cité Don Cherry, Axel Dörner, Booker Little, Miles Davis et Evan Parker parmi ses influences musicales,.
Branch meurt chez elle dans le quartier Red Hook de Brooklyn le 22 août 2022, à l'âge de 39 ans,.

## Discographie (en sélection)

### Albums en tant que chef de  groupe
- 2017 : Fly or Die (International Anthem Recording Co.)[2],[15]
- 2019 : Fly or Die II : Bird Dogs of Paradise (International Anthem Recording Co.)[15]
- 2021 : Fly or Die Live (International Anthem Recording Co.)[15]
- 2023 : Fly or Die Fly or Die Fly or Die ((World War)) (International Anthem Recording Co.) (Album posthume)

### Collaborations
Projet Keefe Jacksons, avec Dave Rempis, Guillermo Gregorio, Anton Hatwich, Jason Stein, James Falzone, Frank Rosaly, Josh Berman, Jeb Bishop, Nick Broste et Marc Unternährer
- 2007 : Just Like This (Delmark Records)

New Fracture Quartet, avec Nate McBride, Tim Daisy et Dave Miller
- 2008 : 1 000 Lumières (Projet Multikulti)

Predella Group, avec Nate McBride, Fred Lonberg-Holm, Tim Daisy, Jeff Parker, Ken Vandermark et Jeb Bishop
- 2010 : Strade D'Acqua / Roads of Water (Projet Multikulti)

Bullet Hell, avec Jakob Kart et Theodore Representerer
- 2013 : Smart Bombs (Pionic Records)

Beyond All Things, avec Chris Welcome (chef de groupe) et d'autres
- 2018 : Live at the Bushwick Series (gaucimusic)

Anteloper, avec Jason Nazary,
- 2018 : Kudu (International Anthem Recording Co.)[15].
- 2020 : Tour Beats Vol. 1 (International Anthem Recording Co.)[15]

Fête Knüllers X Jaimie Branch
- 2019 : Live à la Casa (Bandcamp, numérique uniquement)

Ig Henneman, Jaimie Branch et Anne La Berge
- 2019 : Dropping Stuff et autres chansons folkloriques (Relative Pitch Records)

An Unruly Manifesto, avec James Brandon Lewis (chef de groupe) et d'autres
- 2019 : An Unruly Manifesto (Relative Pitch Records)
- 2022 : Medicine Singers, (Joyful Noise Recordings)